# Еміль Огюст Жозеф де Вільдеман
Еміль Огюст Жозеф де Вільдеман (фр. Emile Auguste Joseph de Wildeman; 1866–1947) — бельгійський ботанік.

## Біографія
Еміль Огюст Жозеф де Вільдеман народився 19 жовтня 1866 року в Брюсселі у сім'ї Франсуа Еміля де Вільдемана та Марії Хортензи ван ден Берг. Навчався у школі в Брюсселі, у 1883 році поступив у Брюссельський університет. 17 березня 1887 року отримав диплом бакалавра з фармації. Згодом Вільдеман став працювати у Брюссельському ботанічному саду.
Перша наукова публікація Вільдемана з ботаніки була видана у 1885 році. Вільдеман працював у Ботанічному саду понад 40 років. Під керівництвом професора Лео Еррери Вільдеман отримав ступінь доктора філософії у Брюссельському університеті. 20 липня 1890 року Еміль Огюст отримав ступінь доктора наук за працю з цитології Études sur l'attache des cloisons cellulaires.
У червні 1894 року де Вільдеман одружився з Анною Марією де Кор, через батьків якої він познайомився з бріологом Жюлем Кардо.
Згодом Еміль де Вільдеман став вивчати флору Бельгійського Конго. У 1900 році він був призначений куратором Брюссельського ботанічного саду, а у 1912 став його директором. З 1921 року він отримав посаду професора Антверпенського університету.
У 1931 році де Вільдеман пішов на пенсію. Еміль Огюст Жозеф де Вільдеман помер у Брюсселі 24 липня 1947 року.

## Окремі публікації
- Wildeman, E.A.J. de (1897). Prodrome de la flore algologique des Indes neerlandaises. 193 p.
- Wildeman, E.A.J. de; Durand, T.A. (1898–1907). Prodrome de la flore belge. 3 vols., 1112 p.
- Wildeman, E.A.J. de (1899–1909). Icones selectae horti thenensis. 6 vols.
- Wildeman, E.A.J. de (1900). Les algues de la flore de Buitenzorg. 457 p.
- Wildeman, E.A.J. de (1902). Les plantes tropicales de grande culture. 304 p.
- Wildeman, E.A.J. de (1903–1908). Notices sur les plantes utiles ou interessantes de la flore du Congo. 2 vols.
- Wildeman, E.A.J. de (1903–1912). Etudes de systematique et de geographie botaniques sur la flore du Bas- et Moyen-Congo. 3 vols.
- Wildeman, E.A.J. de (1904–1910). Plantae novae horti thenensis. 2 vols.
- Wildeman, E.A.J. de (1905–1907). Mission Emile Laurent. 2 vols.
- Wildeman, E.A.J. de (1921). Contribution a l'etude de la flore du Katanga. 264 p.
- Wildeman, E.A.J. de (1921–1929). Plantae bequaertianae. 6 vols.

## Роди, названі на честь Е. О. Ж. де Вільдемана
- Dewildemania O.Hoffm., 1903